# اس‌اس لورلین (۱۹۳۲)
اس‌اس لورلین (۱۹۳۲) (به انگلیسی: SS Lurline (1932)) یک کشتی بود که طول آن ۶۳۲ فوت (۱۹۳ متر) بود. این کشتی در سال ۱۹۳۲ ساخته شد.